# Boris Alexejewitsch Chmelnizki

Grabskulptur Chmelnizkis

Boris Alexejewitsch Chmelnizki (russisch Борис Алексеевич Хмельницкий, wiss. Transliteration Boris Alexeevič Hmelnickij; * 27. Juni 1940 in Ussurijsk; † 16. Februar 2008 in Moskau) war ein russischer Theater- und Filmschauspieler. Er arbeitete viele Jahre lang am Moskauer Taganka-Theater. Im Kino war er bekannt für zahlreiche Hauptrollen in Abenteuerfilmen, wie z. B. Robin Hood, Ivanhoe, Fürst Igor, Die Kinder des Kapitän Grant und zahlreiche andere. Der letzte Film, in dem er mitwirkte, war der 2008 gedrehte Film Taras Bulba von Wladimir Bortko. Boris Chmelnizki war Träger des Titels eines Volkskünstlers der UdSSR.
Boris Chmelnizki starb am 16. Februar 2008 an einer Herzkrankheit. Er liegt auf dem Kunzewoer Friedhof in Moskau begraben.

## Filmographie (Auswahl)
- 1966: Krieg und Frieden (Война и мир)
- 1968: Das rote Zelt (Красная палатка)
- 1975: Die Pfeile des Robin Hood (Стрелы Робин Гуда)
- 1980: König Stachs wilde Jagd (Дикая охота короля Стаха)
- 1981: Peters Jugend (Юность Петра)
- 1983: Ballade vom tapferen Ritter Ivanhoe (Баллада о доблестном рыцаре Айвенго)
- 1985: Auf der Suche nach Kapitän Grant (В поисках капитана Гранта) (TV-Miniserie)
- 1992: Duell im Eis (The Ice Runner)
- 1993: Die Rache des weißen Indianers (Jonathan degli orsi)
- 2008: Taras Bulba (Тарас Бульба)